# Cerkiew Świętych Apostołów Piotra i Pawła w Wołominie
Cerkiew pod wezwaniem Świętych Apostołów Piotra i Pawła – prawosławna cerkiew parafialna w Wołominie. Należy do dekanatu Warszawa diecezji warszawsko-bielskiej Polskiego Autokefalicznego Kościoła Prawosławnego.
Świątynia znajduje się w centrum miasta, przy ulicy Augusta Emila Fieldorfa 12.
Obiekt został wybudowany w latach 1935–1938 na planie krzyża greckiego; poświęcenie miało miejsce 29 czerwca 1938. Budynek dwukondygnacyjny – na parterze mieści się kaplica, piętro jest użytkowane jako dom parafialny. W czasie II wojny światowej cerkiew uległa poważnym zniszczeniom. Po 1945 odrestaurowana; w latach późniejszych stopniowo remontowana i modernizowana. Wewnątrz znajduje się współczesny ikonostas. W wyposażeniu m.in. ikona św. Mikołaja. Nabożeństwa odprawiane są w każdą niedzielę.
Od 2003 cerkiew w Wołominie jest miejscem wymarszu corocznej Warszawskiej Pieszej Pielgrzymki na Świętą Górę Grabarkę.